# Kurt Weinberger
Kurt Weinberger (* 1961 in Linz) ist ein österreichischer Versicherungsmanager. Er ist seit 1996 im Vorstand und seit 2002 Vorstandsvorsitzender der Österreichischen Hagelversicherung.

## Leben
Weinberger wuchs mit seinen vier Geschwistern auf einem Bauernhof in Edt bei Lambach auf und besuchte das Stiftsgymnasium der Benediktiner in Lambach, wo er 1979 auch maturierte.
1986 promovierte er an der Universität für Bodenkultur zum Dr. nat. techn. Später begann er berufsbegleitend Rechtswissenschaften zu studieren. Zusätzlich absolvierte er 2012 den Lehrgang für Business & Sustainability an der Universität in Cambridge. Er trat 1987 in das Amt der Oberösterreichischen Landesregierung, Abteilung Agrarrecht, ein. Von dort wechselte er 1992 als nationaler Experte in die EG-Kommission in Brüssel.
1993 erfolgte sein Einstieg in die Österreichische Hagelversicherung, deren Vorstandsmitglied er 1996 wurde. Vorsitzender des Vorstandes wurde er im Jahr 2002. In den Jahren 2011 bis 2015 war er Präsident der weltweiten Vereinigung der Agrarversicherer AIAG (International Organisation of Agricultural Production Insurers). Des Weiteren war Weinberger 2015 bis 2025 Vizepräsident des Aufsichtsrates der ÖBB-Holding.
In der Funktionsperiode 2018 bis 2023 war er Vorsitzender des Universitätsrates der Universität für Bodenkultur Wien. Seit November 2024 ist er Mitglied des Institutsrates des Institutes Haus der Barmherzigkeit.
Weinberger engagiert sich seit mehr als 20 Jahren für mehr Klima- und Bodenschutz in Österreich.
Kurt Weinberger ist mit einer Steuerberaterin verheiratet und hat drei erwachsene Kinder. Er ist Mitglied des Rotary-Clubs Wien, Nordost.

## Auszeichnungen und Ehrenmitgliedschaften
- 2014: Silbernes Komturkreuz des Ehrenzeichens für Verdienste um das Bundesland Niederösterreich
- 2015: Großes Ehrenzeichen des Landes Burgenland
- 2024: Großes Ehrenzeichen für Verdienste um die Republik Österreich

## Werke
- Kurt Weinberger. Sozio-emotionale Effizienzmessung am Beispiel der Lagerhausgenossenschaft Wels, Hochschulschrift. Universität für Bodenkultur, 1986